# Ivan Igorovič Ševič
Ivan Igorovič Ševič (rusko Иван Егорович Шевич), ruski general srbskega rodu, * 1754, † 1813.
Bil je eden izmed pomembnejših generalov, ki so se borili med Napoleonovo invazijo na Rusijo; posledično je bil njegov portret dodan v Vojaško galerijo Zimskega dvorca.

## Življenje
Tako njegov oče kot stari oče sta bila generala. 1. maja 1770 je vstopil v moskovsko legijo in 1. maja 1772 je bil kot zastavnik premeščen v Iliričeski huzarski polk. Leta 1774 je sodeloval v zatrtju notranjega upora, v letih 1776-77 se je boril na Kubanu, v letih 1788-89 proti Turkom in leta 1794 proti Poljakom.
19. junija 1798 je bil povišan v polkovnika in 1. oktobra 1799 je bil poveljnik Gluhovskega kirasirskega polka. 24. februarja 1800 je bil ob upokojitvi povišan v generalmajorja. 25. decembra 1806 je bil ponovno aktiviran in naslednje leto se je ponovno boril proti Turkom. Decembra 1807 je postal član vojaškega odbora Komisariacke ekspedicije in 28. novembra 1808 je postal poveljnik huzarskega polka. 
Med veliko patriotsko vojno je bil poveljnik Gardne konjeniške brigade in 30. avgusta 1813 je bil povišan v generalporočnika. Umrl je med bitki za Leipzig.